# Воя (приток Печоры)
Воя — река в России, протекает в Республике Коми по территории Вуктыльского района. Левый приток реки Печора.

## География
Длина реки составляет 14 км. Площадь водосборного бассейна 30 км². Протекает через деревню Усть-Воя.

## Данные водного реестра
По данным государственного водного реестра России относится к Двинско-Печорскому бассейновому округу, водохозяйственный участок реки — Печора от водомерного поста у посёлка Шердино до впадения реки Уса, речной подбассейн реки — бассейны притоков Печоры до впадения Усы. Речной бассейн реки — Печора.
Код объекта в государственном водном реестре — 03050100212103000063061.